# Xã Ohio, Quận Ness, Kansas
Xã Ohio (tiếng Anh: Ohio Township) là một xã thuộc quận Ness, tiểu bang Kansas, Hoa Kỳ. Năm 2010, dân số của xã này là 252 người.